# Примсоцбанк
ПАО СКБ Приморья «Примсоцбанк» — российский банк с головным офисом во Владивостоке, крупнейший по размеру активов региональный банк Приморского края и один из крупнейших региональных банков России.

## История
Решение о создании банка было принято в июне 1993 года; 4 марта 1994 года была получена лицензия ЦБ РФ.
К 1998 году количество клиентов составило 1500 человек.
В 2006 году с целью выйти на рынок соседнего Хабаровского края акционеры приняли решение провести допэимиссию и увеличить уставный капитал на 100 млн руб.
В 2018 году банк стал крупнейшим банком Приморья по размеру активов.

## Собственники
Бо́льшая часть акций принадлежит отцу и сыну Яровым, Дмитрию и Александру. Также им принадлежит больше половины акций новосибирского банка «Левобережный».
В 2007 году 25 % плюс две акции Примсоцбанка совместно приобрели Международная финансовая корпорация и Европейский банк реконструкции и развития (ЕБРР). В 2018 году в связи с санкциями после 2014 года ЕБРР сократил свою долю в капитале Примсоцбанка до менее чем одного процента.

## Деятельность
Основу деятельности «Примсоцбанка» составляют розничные услуги частным лицам, включая большие объёмы ипотечных кредитов, кредиты и банковские гарантии малому и среднему бизнесу.
К 2018 году у банка было 54 офиса в 24 населенных пунктах: в Приморском, Хабаровском и Камчатском краях, Омской, Челябинской, Иркутской и Свердловской областях, Москве и Санкт-Петербурге.